# San Juan Capistrán
San Juan Capistrán är en ort i Mexiko.   Den ligger i kommunen Santa María del Río och delstaten San Luis Potosí, i den centrala delen av landet, 300 km nordväst om huvudstaden Mexico City. San Juan Capistrán ligger 1 797 meter över havet och antalet invånare är 440.
Terrängen runt San Juan Capistrán är kuperad åt sydost, men åt nordväst är den platt. San Juan Capistrán ligger nere i en dal. Runt San Juan Capistrán är det ganska glesbefolkat, med 22 invånare per kvadratkilometer. Närmaste större samhälle är Santa María del Río, 9,6 km söder om San Juan Capistrán. Omgivningarna runt San Juan Capistrán är i huvudsak ett öppet busklandskap.